# Kraftwerk (album)
Albums de Kraftwerk
Kraftwerk 2
(1972)
Kraftwerk est le premier album du groupe Kraftwerk, sorti en Allemagne en 1970. En France et au Royaume-Uni, il sort en 1973.

## Titres
| No | Titre           | Durée |
| -- | --------------- | ----- |
| 1. | Ruckzuck        | 7:47  |
| 2. | Stratovarius    | 12:10 |
| 3. | Megaherz        | 9:30  |
| 4. | Vom Himmel Hoch | 10:12 |

## Classement
| Classement (1970)            | Meilleure place |
| ---------------------------- | --------------- |
| Allemagne (Media Control AG) | 30              |